# Моргунова, Светлана Михайловна
Светла́на Миха́йловна Моргуно́ва (7 марта 1940, Москва — 10 марта 2024, Москва) — советская и российская теле- и радиоведущая, диктор Центрального телевидения СССР (1961—1991), народная артистка Российской Федерации (2000).

## Биография
Родилась 7 марта (по другим данным 6 марта) 1940 года в Москве. Училась в театральной студии при театре имени Моссовета; ещё будучи студенткой, принимала участие в спектаклях.
С 1961 года была диктором Центрального телевидения СССР. Работала в разных жанрах: знакомила зрителей с программой телепередач, а также провела многие выпуски музыкально-развлекательной программы «Голубой огонёк» и (совместно с актёром Валентином Смирнитским) некоторые выпуски музыкальной программы «Утренняя почта».
Скончалась 10 марта 2024 года на 85-м году жизни в Москве из-за оторвавшегося тромба спустя 3 дня после 84-летия.
Церемония прощания прошла 14 марта 2024 года в Храме Троицы Живоначальной при Институте скорой помощи имени Склифосовского. Похоронена на Троекуровском кладбище рядом с сыном Максимом.

### Семья
Дважды была замужем.
Сын (от первого брака) — Максим Вадимович Моргунов (1967—2020), выпускник Университета дружбы народов им. Патриса Лумумбы, работал на телевидении и сотрудником пресс-службы музея «Коломенское».
Внучки — Дарья и Анна.

## Награды и премии
- орден Дружбы (16 ноября 2011) — за большие заслуги в развитии отечественного телерадиовещания и многолетнюю плодотворную деятельность[16]
- народная артистка РФ (2000)[2]
- заслуженная артистка РСФСР (1978)[17]